# Vlčnov (Starý Jičín)
Vlčnov (německy Wolfsdorf) je část obce Starý Jičín v okrese Nový Jičín. Nachází se na severozápadě Starého Jičína. V roce 2009 zde bylo evidováno 159 adres. V roce 2001 zde trvale žilo 477 obyvatel.
Vlčnov leží v katastrálním území Vlčnov u Starého Jičína o rozloze 4,43 km2.